# Klaus Schibschid
Klaus Schibschid (* 6. Oktober 1951 in Mediaș, Rumänien; † 19. Dezember 2021 in Eurasburg) war ein Rumäniendeutscher Handballspieler.

## Werdegang
Schibschid wurde in Rumänien geboren und kam 1975 gemeinsam mit Josef Willisch zum TuS Nettelstedt, der gerade in die seinerzeit zweitklassige Regionalliga West aufgestiegen war. Mit den Nettelstedtern wurde der Kreisläufer Schibschid auf Anhieb Meister und stieg in die Bundesliga Nord auf. Ein Jahr später gelang Schibschid mit seiner Mannschaft die Qualifikation für die eingleisige Bundesliga. Mit Nettelstedt erreichte er im Jahre 1980 das Finale im DHB-Pokal, welches jedoch mit 15:17 gegen den TV Großwallstadt verloren wurde. Ein Jahr später gewann der TuS Nettelstedt schließlich den Pokal. Zwar wurde das Final-Hinspiel mit 15:19 beim VfL Günzburg verloren, jedoch konnte Nettelstedt das Rückspiel in eigener Halle mit 22:17 gewinnen. Ebenfalls 1981 gewann Schibschid mit Nettelstedt den Europapokal der Pokalsieger. Das Hinspiel beim SC Empor Rostock wurde zunächst mit 16:18 verloren, ehe die Nettelstedter das Rückspiel zu Hause mit 17:14 gewinnen konnten. 1982 verließ er den TuS Nettelstedt und wechselte zum Bezirksligisten TV Deutsche Eiche Künsebeck nach Halle (Westf.), den er im Jahre 1986 zum Aufstieg in die Landesliga führte.
Klaus Schibschid arbeitete hauptberuflich in der IT-Branche. Er war verheiratet und hatte zwei Kinder. Sein Sohn Thomas Schibschid spielte ebenfalls Handball beim TuS Nettelstedt. Wegen einer Muskelerkrankung lebte Klaus Schibschid seit 2017 in einem Pflegeheim.